# Catch Without Arms
Catch Without Arms ist ein am 21. Juni 2005 erschienenes Musikalbum von dredg.

## Grundkonzept
Wie auch die anderen Alben von dredg ist auch Catch Without Arms ein Konzeptalbum. Das Thema des Albums sind Kontraste bzw. Gegensätze. Dies zeigt sich einerseits in der zwischen hart und weich pendelnden Musik und andererseits in den, zum ersten Mal bei einem Album von dredg abgedruckten, Texten. So ist das gesamte Album auch in zwei Hälften (Perspective One und Perspective Two) aufgeteilt, die sich, laut Aussage des Sängers Gavin Hayes, gegenseitig ausgleichen, um am Ende wieder ein Gleichgewicht zu erhalten. Er antwortete auf die Frage nach der Herangehensweise an die Songtexte mit: „Die gesamte zugrundeliegende Basis der Texte und der Musik sind Gegensätze, Kontraste… Ich hatte ein paar Texte geschrieben, die sich um Unterhaltungen und Argumente drehen, und so dachten wir an ein aus zwei einander kontrastierenden Hälften bestehendes Album. Die gesamte Grundlage des Albums könnte auf Einwänden gegen Ideen und Kontrasten beruhen.“ (Original: „The whole underlying basis of the lyrics and the music is opposites, contrasts… I’d written some lyrics that are based around conversations or arguments, so we thought about a record with two halves that contrast each other. The whole basis of the record could be about objection to ideas, and contrast.“)

## Titelliste
| Perspective One Perspective Two Bonus Track | 1. Ode to the Sun 2. Bug Eyes 3. Catch Without Arms 4. Not That Simple 5. Zebra Skin 6. The Tanbark is Hot Lava 7. Sang Real 8. Planting Seeds 9. Spitshine 10. Jamais Vu 11. Hungover on a Tuesday 12. Matroshka (The Ornament) 13. Uplifting News |

## Titelinformationen

### Perspective One

#### Ode to the Sun
Licht/Engel gegen Grau/Dämonen
Der Songtext behandelt eine sarkastische Diskussion zwischen Anbetern und Angebeteten. Teile des Textes basieren auf einem Autounfall, den Hayes als Zeuge beobachtet hatte.

#### Bug Eyes
Wiedergeburt gegen Tod
Das Lied handelt von einer Reise durch Hayes’ Leben. Wie durch die Facettenaugen eines Käfers sieht der Erzähler sein Leben von Geburt an bis zum Tod aus vielen verschiedenen Perspektiven.

#### Catch Without Arms
reich und berühmt sein gegen Gefährdung der Kunst und Intaktheit sowie
etwas fangen gegen armlos
Catch Without Arms handelt von der Art und Weise, wie Hayes sich und die Band durch ein künstlerisches Prisma sieht. Teil der Inspiration, Texte wie „sing about love, sing about lust…so they will care…that’s what happens when you compromise your art“ zu verfassen, war laut ihm „Die Erwartung, was ich denke was ich brauche, damit sich die Menschen für ein Lied interessieren, anstatt einfach zu schreiben, was mich glücklich macht. Man hat immer diese zugrundeliegende Sorge im Kopf - werden die Menschen das genießen? Wir wollen uns selber glücklich machen, aber es geht nicht nur darum, einen guten Song zu schreiben, es geht um die Fähigkeit sich mit anderen Leuten in irgendeiner Art zu verbinden. Dieses Lied war wahrscheinlich das wahrheitsgetreuste, was ich seit langem geschrieben habe.“ (Original: “The expectation, what I feel I need to do to make people care about a song, rather than just writing for what makes me happy. You always have this underlying worry in your head – are people going to enjoy this? We want to make ourselves happy, but it’s not only about writing a good song, it’s being able to connect with people in some manner. That one was probably the most literal thing I’ve written in a long time.”)

#### Not That Simple
zerbrochen gegen unzerbrechlich
Es geht um die Zerrissenheit des Lebens, der Liebe und all dem, was uns umgibt.

#### Zebra Skin
weiße Streifen gegen schwarze Streifen sowie
Nüchternheit gegen Abhängigkeit/Sucht sowie
Liebe gegen Besessenheit
Der Text behandelt Alkoholsucht und den Preis, den man, primär im sozialen Bereich, dafür zahlen muss.
Nach Hayes dreht sich dieses Lied nicht nur um Abhängigkeiten in Bezug auf Alkohol, sondern auch um Abhängigkeiten in Beziehungen. Man sollte „den Punkt hinterfragen, an dem eine Beziehung sich von einer wirklichen, emotionalen Bindung in eine Sicherheitsdecke verwandelt“ (Original: “questions the point where a relationship turns from a true emotional connection to a security blanket.”)

#### The Tanbark Is Hot Lava
neu gegen alt
Als Tanbark (deutsch: Gerberlohe) bezeichnet man die zum Gerben verwendete Baumrinde.
„The tanbark is hot lava“ bezeichnet ein oft bei Kindern gespieltes Spiel, bei dem man auf einem Gehweg läuft und versucht nicht auf die Ritzen der Steinplatten zu treten.
Das Lied handelt von den Höhen und Tiefen in einer Beziehung. Das „Vor und Zurück“, Positives und Negatives, Veränderungen und Beibehaltung etc.

#### Sang Real
Nüchternheit gegen Abhängigkeit sowie
viele Freunde gegen Einzelgängertum sowie
Tiefe gegen Oberfläche
Sang Real ist ein anderer Name für den Heiligen Gral (Sangreal ≈ Saint Graal ≈ Holy Grail), das Gefäß aus dem Jesus beim letzten Abendmahl trank und in das bei Jesu Kreuzigung sein Blut floss. Im Mittelalter machten sich die Ritter der Tafelrunde auf die Suche nach dem Gral, da er anscheinend Harmonie stiftet (vor allem zwischen Männern und Frauen) und schließlich, durch das Erreichen der Harmonie, zu Gott führt.
Ein anderes Thema des Songs ist die Tiefe, d. h. das, was man tief in sich versteckt hält (Gedanken, Träume etc.) gegen das, was man an der Oberfläche vorzeigt (Handlungen, Gesagtes etc.).

### Perspective Two

#### Planting Seeds
Schönheit gegen Zerstörung sowie
Muscheln gegen Patronenhülsen
Die beiden Strophen des Liedes erzählen dieselbe Situation, aber aus der Sicht zweier verschiedener Personen. Der Refrain fungiert als Verbindung der beiden Perspektiven. So bezeichnet die Textzeile „A sea shell in a sea of shells“ („Eine Meeresmuschel inmitten eines Meers von Patronenhülsen“) je nach Perspektive etwas Hässliches (das Meer von Patronenhülsen) oder etwas Schönes (die Muschel inmitten der Patronenhülsen).

#### Spitshine
an Ansehen gewinnen gegen an Ansehen verlieren
Spitshine bezeichnet (im militärischen Bereich) das Polieren der Gewehre und Schuhe, um ein schöneres Äußeres zu erlangen.

#### Jamais Vu
Jamais Vu gegen Déjà-vu
Leben gegen Tod
Licht gegen Dunkel
Hayes beschrieb den Textinhalt als “That’s about dying, so don’t die. Or do so, It’s a natural thing, right. I think death is beautiful. There is a tribe in Africa that laughs at death. When someone dies they sit around the body and all laugh at it.” (deutsch: „es geht ums Sterben, also sterbt nicht. Oder sterbt. Es ist natürlich. Ich denke, der Tod ist wundervoll. Es gibt in Afrika einen Stamm, der den Tod auslacht. Wenn jemand stirbt, sitzen sie um den Leichnam herum und lachen.“)

#### Hungover on a Tuesday
glücklich sein gegen süchtig sein und sich schlecht fühlen
Es geht um einen Schluss und den Schmerz, etwas, in diesem Falle eine Sucht, aufzugeben. Obwohl man sich durch die Abhängigkeit gut fühlt, muss man die Situation beenden. Die Sucht kann in diesem Falle von Drogen, aber auch aus Liebe oder Hass stammen.
Der Song ist ein Streitgespräch zwischen dem Süchtigen und der Sucht.

#### Matroshka (The Ornament)
eine große Puppe gegen viele kleine Puppen
innerhalb einer schützenden Hülle sein gegen außerhalb einer schützenden Hülle sein
die Gesamtheit gegen ein einzelnes Objekt
Der Song handelt von den russischen Steckpuppen namens Matrjoschka. Hayes sagte über den Song “I thought that was a great visual for our whole universe, the scale of things and how you perceive scale.” (deutsch: „Ich dachte, das sei eine gute bildliche Darstellung des Universums, das Größenverhältnis der Dinge und wie man es wahrnimmt.“)

### Bonus Track: Uplifting News
Der Song Uplifting News ist eine B-Seite, die dredg ursprünglich anderweitig veröffentlichten wollten, jedoch nicht auf dem regulären Album oder auf einer Single. Die deutsche Plattenfirma jedoch fügte den Song dem Album hinzu, was dredg sehr missfiel, da er inhaltlich das von der Band ersonnene Konzept zerstört und auch musikalisch nicht in das Album passt. Nach dem sanft ausklingenden Matroshka wirkt das rockige Uplifting News deplatziert.

## Musikvideos
- Bug Eyes

## Auszeichnungen
- Catch Without Arms erreichte bei den Jahresendcharts der Zeitschrift Visions im Jahr 2006 den sechsten Platz.[3]

### Reviews
- 4 von 5 Punkten bei laut.de
- 7 von 9 Punkten. (Memento vom 6. November 2007 im Internet Archive) JUSTmag.
- 8 von 10 Punkten. metal.de
- 6 von 6 Punkten. (Memento vom 28. September 2007 im Internet Archive) noize.cc
- 9 von 10 Punkten. plattentests.de